# Christian Dornier
 (septembre 2014).
Si vous disposez d'ouvrages ou d'articles de référence ou si vous connaissez des sites web de qualité traitant du thème abordé ici, merci de compléter l'article en donnant les références utiles à sa vérifiabilité et en les liant à la section « Notes et références ».
Christian Dornier est un agriculteur français né en 1958 à Luxiol (Doubs), auteur de la tuerie de masse de Luxiol en 1989.

## Tuerie de Luxiol
Le 12 juillet 1989, Christian Dornier, un agriculteur du village sans antécédents judiciaires, pris d'une folie soudaine, abat quatorze personnes. Aîné de la famille, il aurait dû reprendre l'exploitation familiale comme le souhaitait son père, mais, conscient de ses limites, c'est finalement sa mère qui reçoit la propriété. Il n'a pas assisté au mariage de sa sœur mariée quatre jours plus tôt. Célibataire, il est suivi par un médecin pour son état dépressif. À 14 h 10, il tire avec la carabine de chasse empruntée à son père, tuant sa sœur et sa mère dans la ferme familiale, blessant son père Georges Dornier. Il prend ensuite son véhicule et abat au hasard des personnes qu'il croise dans le village et sur la route qui le mène à Autechaux, village voisin. Huit autres personnes seront blessées, dont le commandant de la compagnie de gendarmerie de Baume-les-Dames René Sarrazin. Légèrement blessé de deux balles et maîtrisé à 14 h 45 par les gendarmes de Baume-les-Dames, le dément est finalement arrêté, dans un état d'amnésie.
Les experts psychiatres diagnostiquent chez lui une schizophrénie évolutive (selon des rapports, il ne supportait pas sa calvitie précoce sur laquelle il aurait fait l'objet d'avanies, par ailleurs la décision supposée qu'il ne reprendrait pas l'exploitation familiale l'avait lésé). Le 2 mars 1994, en vertu de l'article 122-1 du code pénal sur l'irresponsabilité des crimes, la juge Anne Caron prononce une ordonnance de non-lieu (Christian Dornier étant déclaré victime d'un trouble psychique ayant aboli son discernement), au grand dam des familles des victimes qui voulaient un procès. Depuis avril 1991, Christian Dornier est interné et soigné à l'hôpital psychiatrique de Sarreguemines, dans une unité pour malades difficiles.

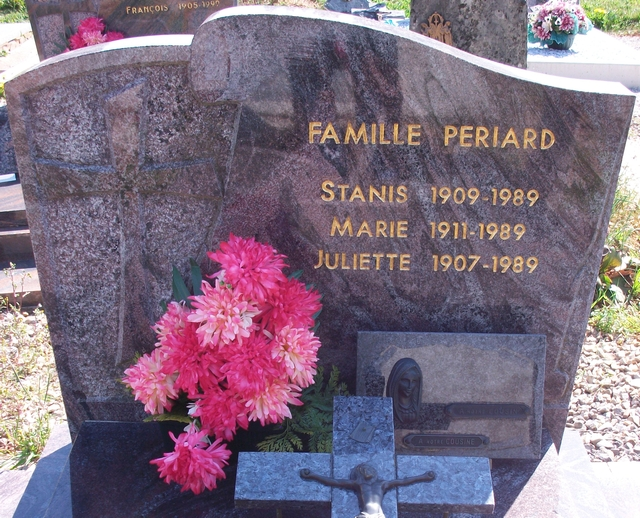
La tombe de Stanis et de ses deux sœurs Marie et Juliette, la quinzième victime, blessée lors de la tuerie et décédée quelques mois plus tard à l'hôpital de Besançon.

## Victimes
Les quatorze morts de cette tuerie de masse sont : 
- Jeanne Dornier, 57 ans, mère de Christian Dornier
- Corinne Maillard, 26 ans, sœur de Christian Dornier
- Marcel Lechine, inséminateur de bovins venu travailler dans la ferme, 45 ans
- Yoan Robez-Masson, 10 ans
- Johnny Robez-Masson, 14 ans
- Stanis Périard, 79 ans
- Marie Périard, 78 ans, sœur du précédent
- Louis Cuenot, 67 ans
- Louis Liard, 50 ans
- Marie-Alice Champroy, 46 ans sœur du précédent
- Louis Girardot, 47 ans
- Georges Pernin, 40 ans, professeur à Autechaux
- Pierre Beuf, 48 ans
- Pauline Faivre-Pierret, 5 ans

Juliette Périard, 82 ans, gravement blessée, inconsolable de la perte de son frère et de sa sœur mourra de ses blessures le 31 octobre 1989

### Articles de presse
- « Dans le Doubs, un forcené tue quatorze personnes Terreur au village » Article de Robert Belleret publié le 14 Juillet 1989 dans Le Monde.
- « Le village sans coupable »Article publié le 13 Juillet 1990 dans l'Humanité.